# Ouled Si Ahmed
Ouled Si Ahmed est une commune de la wilaya de Sétif en Algérie. 